# Райд, Салли
Са́лли Кри́стен Райд (англ. Sally Kristen Ride; 1951—2012) — астронавт США, первая женщина Америки и третья в мире, побывавшая в космосе. Её полёт состоялся в 1983 году (до неё в космосе побывали Валентина Терешкова в 1963 году и Светлана Савицкая в 1982 году). Райд была до 2021 года самой молодой (32 года) американской женщиной-астронавтом.

## Биография
Родилась 26 мая 1951 года в Лос-Анджелесе. В 1973 году окончила Стэнфордский университет с дипломом бакалавра по физике, в 1975 году получила степень магистра, а в 1978 году — доктора наук (Ph.D.) в области астрофизики.

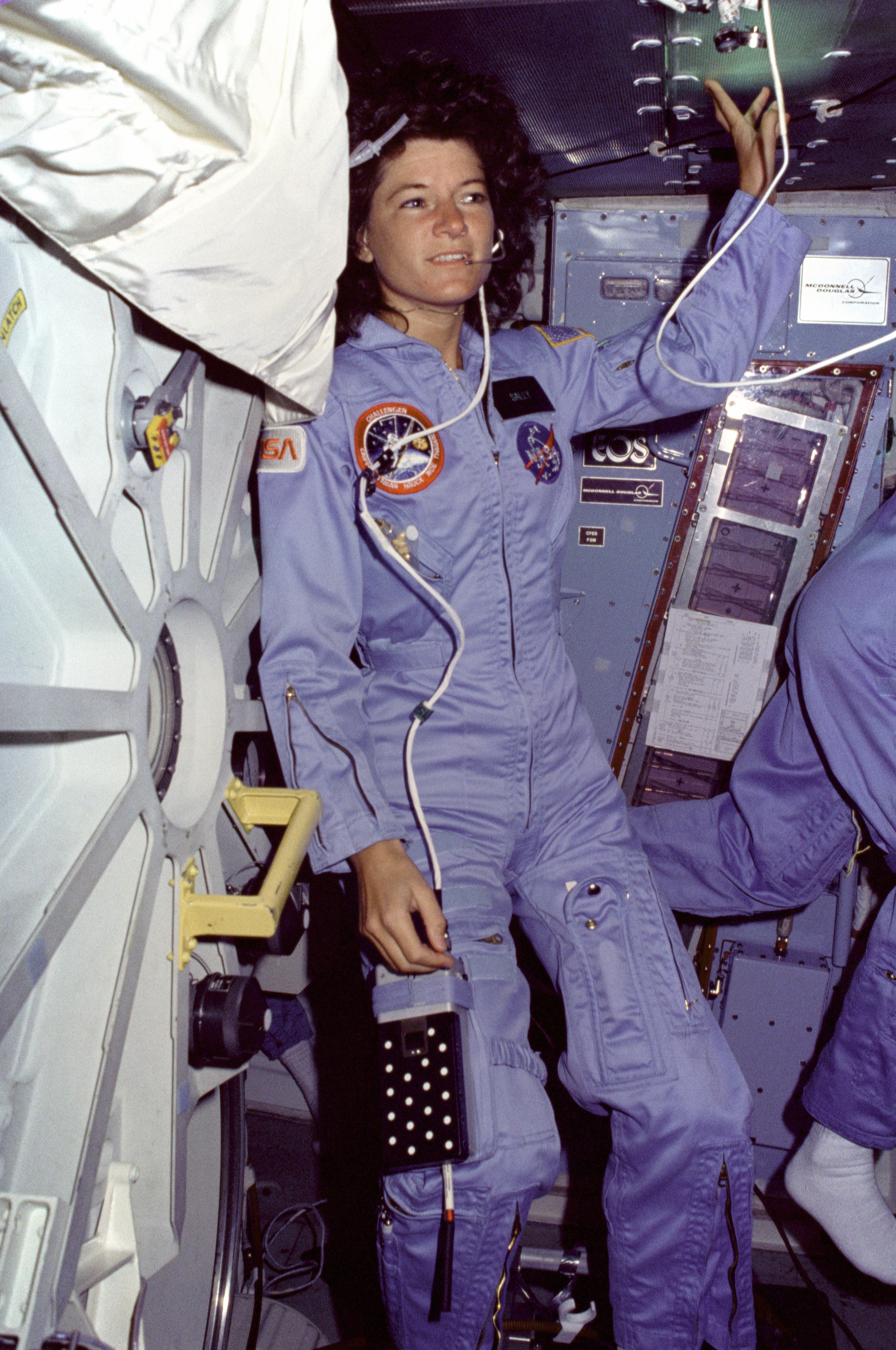
Салли Райд во время своего первого полёта на «Челленджере». 1983

Райд была одной из 8000 человек, откликнувшихся на объявление в газете о наборе претендентов на участие в космической программе. В 1978 году была отобрана в НАСА.
18 июня 1983 года она стала первой американкой в космосе в составе экипажа миссии «Челленджер» STS-7. В задачи миссии входил вывод двух коммуникационных спутников и проведение фармацевтических экспериментов.
Второй полёт состоялся в 1984 году, также на борту «Челленджера» STS-41G. В целом провела более 343 часов в космосе.
Райд завершала свою восьмимесячную программу подготовки к третьему полёту, когда произошла катастрофа шаттла «Челленджер», и была назначена в Президентскую комиссию по расследованию причин крушения «Челленджера», возглавив подкомитет по операциям. Райд дала члену комиссии генералу Кутине информацию о недостатках в конструкции твердотопливного ускорителя, а тот передал эту информацию физику Ричарду Фейнману, что помогло установить причину аварии. После окончания расследования Райд была приглашена в штаб-квартиру НАСА в Вашингтоне, где возглавила работу по стратегическому планированию, озаглавленному автором «Лидерство и будущее Америки в космосе».
Салли Райд являлась автором ряда детских книг о космосе.
Включена в Зал славы астронавтов.
Умерла 23 июля 2012 года в собственном доме в пригороде Сан-Диего (штат Калифорния) на 62-м году жизни от рака поджелудочной железы.
Президент США Барак Обама, выражая соболезнования в связи с кончиной С. Райд, назвал её национальной героиней и влиятельной ролевой моделью, которая вдохновила поколения молодых девушек на стремление дотянуться до звезд.
20 мая 2013 года, во время Национальной церемонии памяти Салли Райд, в Центре исполнительских искусств имени Кеннеди в Вашингтоне, Обама объявил о присуждении ей высшей гражданской награды США — Президентской медали Свободы. Медаль была вручена Тэм О’Шоннесси на церемонии в Белом доме 20 ноября 2013 года.

## Личная жизнь
В 1982 году вышла замуж за астронавта Стивена Хоули. Разошлись в 1987 году.
С 1985 года состояла в отношениях с Тэм О’Шонесси (род. 1952).

## Память
В 2021 году было объявлено, что Монетный двор США увековечит память Салли Райд и ряда других женщин, известных своей борьбой за гражданские права, участием в политике, гуманитарной сфере и науке, отчеканив их портрет на монетах достоинством в четверть доллара.
28 января 2025 года на кинофестивале «Сандэнс» состоялась премьера документального фильма «Салли», режиссёром и продюсером которого выступила Кристина Костантини (Cristina Costantini).